# Medalhistas olímpicos do esqui estilo livre

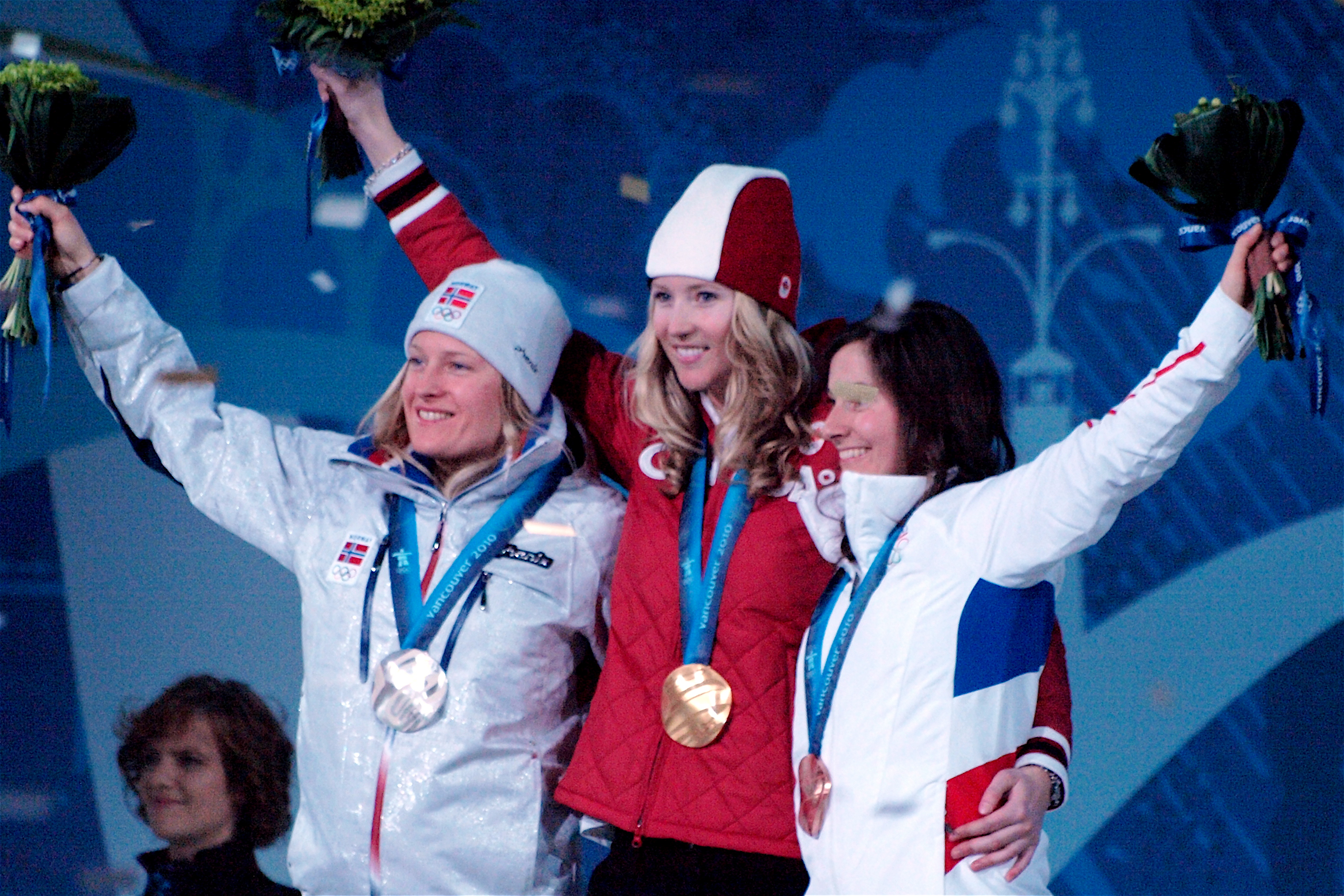
Pódio do ski cross feminino em Vancouver 2010.

Segue a lista dos medalhistas olímpicos do esqui estilo livre:

## Masculino

### Moguls

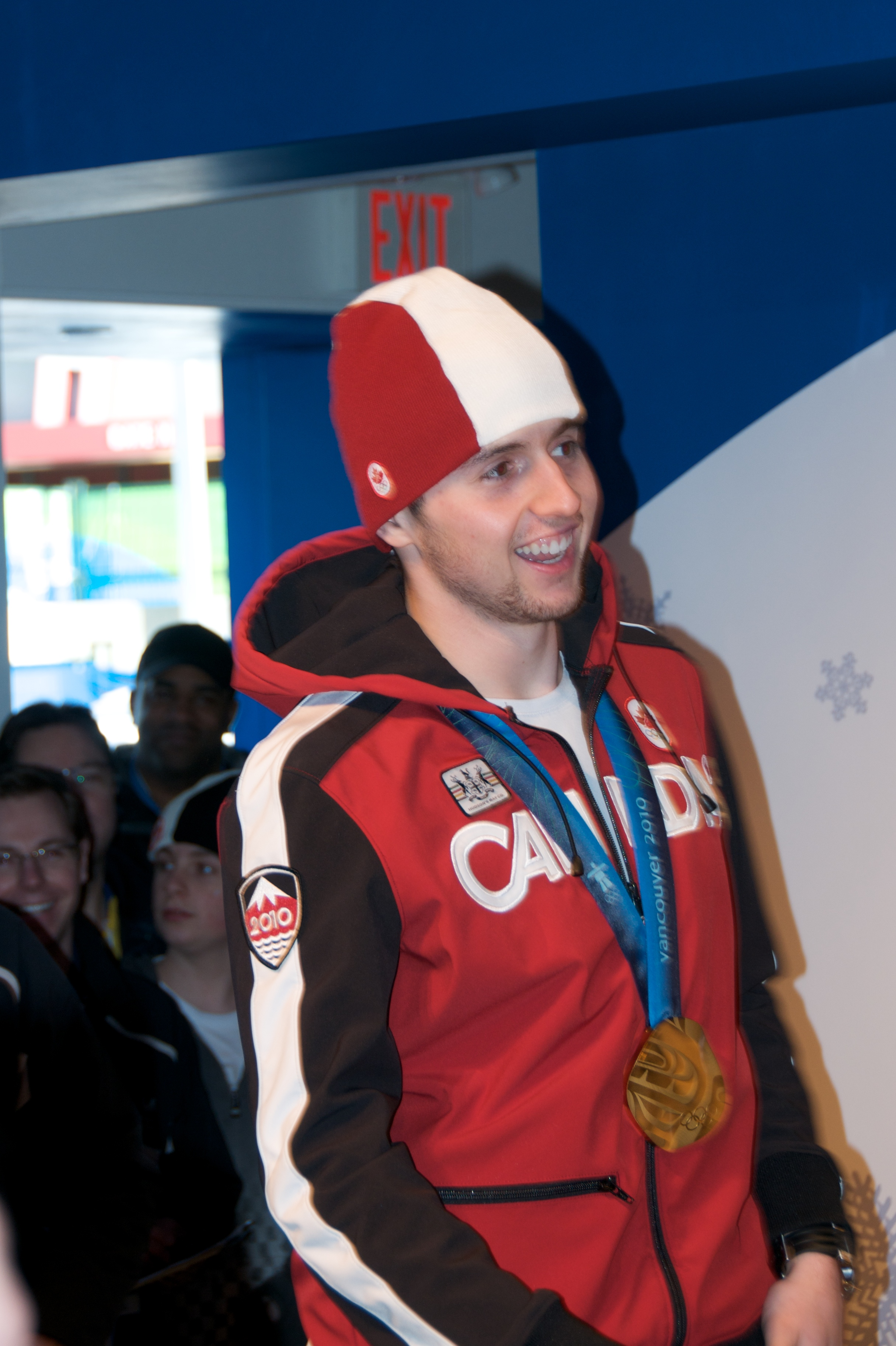
Alexandre Bilodeau, medalha de ouro no moguls em Vancouver 2010.

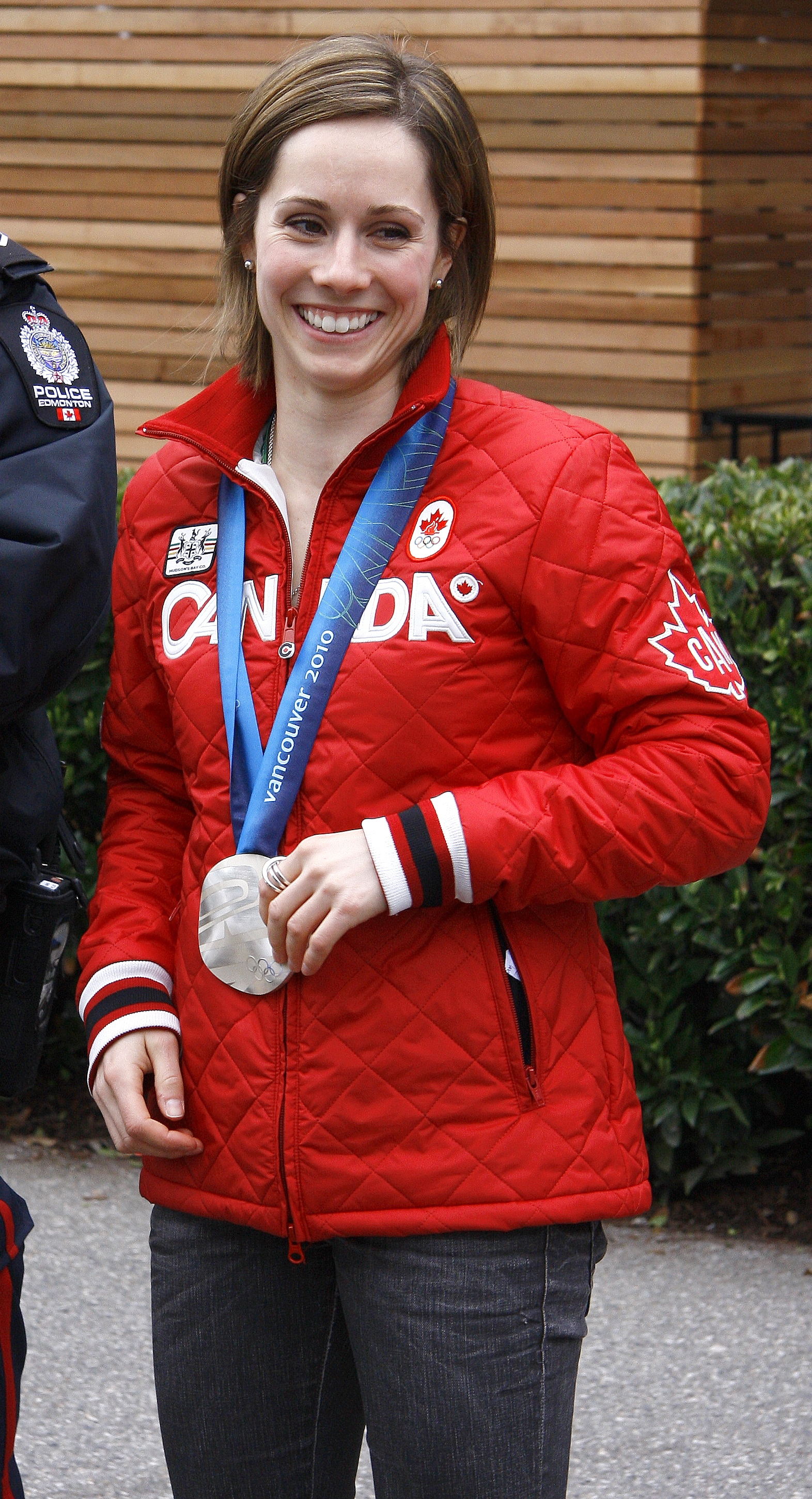
Jennifier Heil, medalha de prata no moguls em Vancouver 2010.

| Evento                         | Ouro                             | Prata                           | Bronze                               |
| ------------------------------ | -------------------------------- | ------------------------------- | ------------------------------------ |
| Albertville 1992 (detalhes)    | Edgar Grospiron FRA França       | Olivier Allamand FRA França     | Nelson Carmichael USA Estados Unidos |
| Lillehammer 1994 (detalhes)    | Jean-Luc Brassard CAN Canadá     | Sergey Shupletsov RUS Rússia    | Edgar Grospiron FRA França           |
| Nagano 1998 (detalhes)         | Jonny Moseley USA Estados Unidos | Janne Lahtela FIN Finlândia     | Sami Mustonen FIN Finlândia          |
| Salt Lake City 2002 (detalhes) | Janne Lahtela FIN Finlândia      | Travis Mayer USA Estados Unidos | Richard Gay FRA França               |
| Turim 2006 (detalhes)          | Dale Begg-Smith AUS Austrália    | Mikko Ronkainen FIN Finlândia   | Toby Dawson USA Estados Unidos       |
| Vancouver 2010 (detalhes)      | Alexandre Bilodeau CAN Canadá    | Dale Begg-Smith AUS Austrália   | Bryon Wilson USA Estados Unidos      |
| Sóchi 2014 (detalhes)          | Alexandre Bilodeau CAN Canadá    | Mikaël Kingsbury CAN Canadá     | Alexandr Smyshlyaev RUS Rússia       |
| PyeongChang 2018 (detalhes)    | Mikaël Kingsbury CAN Canadá      | Matt Graham AUS Austrália       | Daichi Hara JPN Japão                |
| Pequim 2022 (detalhes)         | Walter Wallberg SWE Suécia       | Mikaël Kingsbury CAN Canadá     | Ikuma Horishima JPN Japão            |

### Aerials

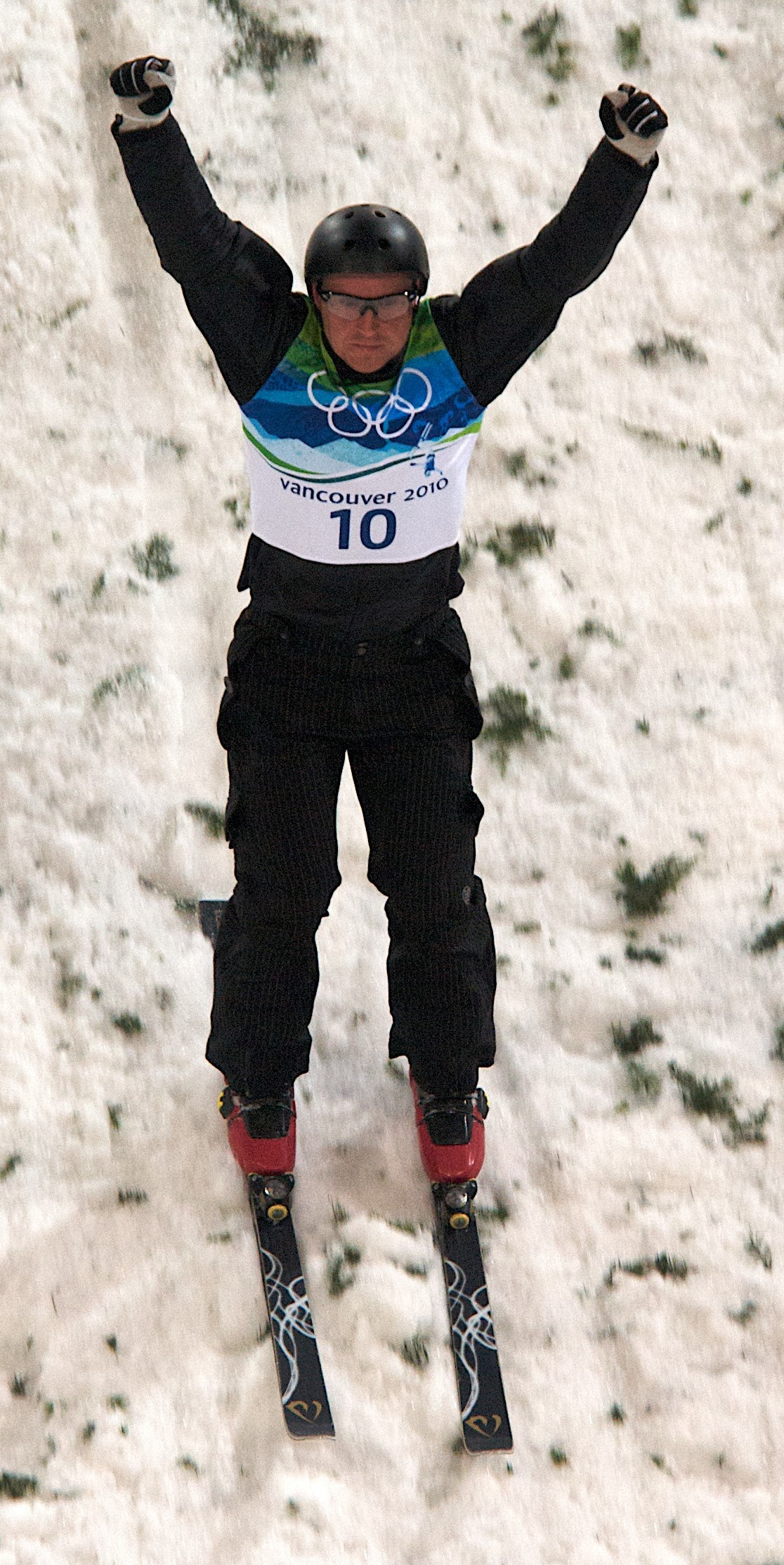
Alexei Grishin conquistou a primeira medalha de ouro da Bielorrússia em Olimpíadas de Inverno.

| Evento                         | Ouro                             | Prata                             | Bronze                                     |
| ------------------------------ | -------------------------------- | --------------------------------- | ------------------------------------------ |
| Lillehammer 1994 (detalhes)    | Andreas Schönbächler SUI Suíça   | Philippe LaRoche CAN Canadá       | Lloyd Langlois CAN Canadá                  |
| Nagano 1998 (detalhes)         | Eric Bergoust USA Estados Unidos | Sébastien Foucras FRA França      | Dmitri Dashinski BLR Bielorrússia          |
| Salt Lake City 2002 (detalhes) | Aleš Valenta CZE República Checa | Joe Pack USA Estados Unidos       | Alexei Grishin BLR Bielorrússia            |
| Turim 2006 (detalhes)          | Han Xiaopeng CHN China           | Dmitri Dashinski BLR Bielorrússia | Vladimir Lebedev RUS Rússia                |
| Vancouver 2010 (detalhes)      | Alexei Grishin BLR Bielorrússia  | Jeret Peterson USA Estados Unidos | Liu Zhongqing CHN China                    |
| Sóchi 2014 (detalhes)          | Anton Kushnir BLR Bielorrússia   | David Morris AUS Austrália        | Jia Zongyang CHN China                     |
| PyeongChang 2018 (detalhes)    | Oleksandr Abramenko UKR Ucrânia  | Jia Zongyang CHN China            | Ilya Burov OAR Atletas Olímpicos da Rússia |
| Pequim 2022 (detalhes)         | Qi Guangpu CHN China             | Oleksandr Abramenko UKR Ucrânia   | Ilya Burov ROC                             |

### Ski cross
| Evento                      | Ouro                             | Prata                        | Bronze                                        |
| --------------------------- | -------------------------------- | ---------------------------- | --------------------------------------------- |
| Vancouver 2010 (detalhes)   | Michael Schmid SUI Suíça         | Andreas Matt AUT Áustria     | Audun Grønvold NOR Noruega                    |
| Sóchi 2014 (detalhes)       | Jean-Frédéric Chapuis FRA França | Arnaud Bovolenta FRA França  | Jonathan Midol FRA França                     |
| PyeongChang 2018 (detalhes) | Brady Leman CAN Canadá           | Marc Bischofberger SUI Suíça | Sergey Ridzik OAR Atletas Olímpicos da Rússia |
| Pequim 2022 (detalhes)      | Ryan Regez SUI Suíça             | Alex Fiva SUI Suíça          | Sergey Ridzik ROC                             |

### Halfpipe
| Evento                      | Ouro                            | Prata                            | Bronze                           |
| --------------------------- | ------------------------------- | -------------------------------- | -------------------------------- |
| Sóchi 2014 (detalhes)       | David Wise USA Estados Unidos   | Mike Riddle CAN Canadá           | Kevin Rolland FRA França         |
| PyeongChang 2018 (detalhes) | David Wise USA Estados Unidos   | Alex Ferreira USA Estados Unidos | Nico Porteous NZL Nova Zelândia  |
| Pequim 2022 (detalhes)      | Nico Porteous NZL Nova Zelândia | David Wise USA Estados Unidos    | Alex Ferreira USA Estados Unidos |

### Slopestyle
| Evento                      | Ouro                                | Prata                            | Bronze                            |
| --------------------------- | ----------------------------------- | -------------------------------- | --------------------------------- |
| Sóchi 2014 (detalhes)       | Joss Christensen USA Estados Unidos | Gus Kenworthy USA Estados Unidos | Nick Goepper USA Estados Unidos   |
| PyeongChang 2018 (detalhes) | Øystein Bråten NOR Noruega          | Nick Goepper USA Estados Unidos  | Alex Beaulieu-Marchand CAN Canadá |
| Pequim 2022 (detalhes)      | Alex Hall USA Estados Unidos        | Nick Goepper USA Estados Unidos  | Jesper Tjäder SWE Suécia          |

### Big air
| Evento                 | Ouro                  | Prata                              | Bronze                    |
| ---------------------- | --------------------- | ---------------------------------- | ------------------------- |
| Pequim 2022 (detalhes) | Birk Ruud NOR Noruega | Colby Stevenson USA Estados Unidos | Henrik Harlaut SWE Suécia |

## Feminino

### Moguls
| Evento                         | Ouro                                | Prata                                        | Bronze                             |
| ------------------------------ | ----------------------------------- | -------------------------------------------- | ---------------------------------- |
| Albertville 1992 (detalhes)    | Donna Weinbrecht USA Estados Unidos | Yelizaveta Kozhevnikova EUN Equipa Unificada | Stine Lise Hattestad NOR Noruega   |
| Lillehammer 1994 (detalhes)    | Stine Lise Hattestad NOR Noruega    | Elizabeth McIntyre USA Estados Unidos        | Yelizaveta Kozhevnikova RUS Rússia |
| Nagano 1998 (detalhes)         | Tae Satoya JPN Japão                | Tatjana Mittermayer GER Alemanha             | Kari Traa NOR Noruega              |
| Salt Lake City 2002 (detalhes) | Kari Traa NOR Noruega               | Shannon Bahrke USA Estados Unidos            | Tae Satoya JPN Japão               |
| Turim 2006 (detalhes)          | Jennifer Heil CAN Canadá            | Kari Traa NOR Noruega                        | Sandra Laoura FRA França           |
| Vancouver 2010 (detalhes)      | Hannah Kearney USA Estados Unidos   | Jennifer Heil CAN Canadá                     | Shannon Bahrke USA Estados Unidos  |
| Sóchi 2014 (detalhes)          | Justine Dufour-Lapointe CAN Canadá  | Chloé Dufour-Lapointe CAN Canadá             | Hannah Kearney USA Estados Unidos  |
| PyeongChang 2018 (detalhes)    | Perrine Laffont FRA França          | Justine Dufour-Lapointe CAN Canadá           | Yuliya Galysheva KAZ Cazaquistão   |
| Pequim 2022 (detalhes)         | Jakara Anthony AUS Austrália        | Jaelin Kauf USA Estados Unidos               | Anastasia Smirnova ROC             |

### Aerials
| Evento                         | Ouro                            | Prata                          | Bronze                        |
| ------------------------------ | ------------------------------- | ------------------------------ | ----------------------------- |
| Lillehammer 1994 (detalhes)    | Lina Cheryazova UZB Uzbequistão | Marie Lindgren SWE Suécia      | Hilde Synnøve Lid NOR Noruega |
| Nagano 1998 (detalhes)         | Nikki Stone USA Estados Unidos  | Xu Nannan CHN China            | Colette Brand SUI Suíça       |
| Salt Lake City 2002 (detalhes) | Alisa Camplin AUS Austrália     | Veronica Brenner CAN Canadá    | Deidra Dionne CAN Canadá      |
| Turim 2006 (detalhes)          | Evelyne Leu SUI Suíça           | Li Nina CHN China              | Alisa Camplin AUS Austrália   |
| Vancouver 2010 (detalhes)      | Lydia Lassila AUS Austrália     | Li Nina CHN China              | Guo Xinxin CHN China          |
| Sóchi 2014 (detalhes)          | Alla Tsuper BLR Bielorrússia    | Xu Mengtao CHN China           | Lydia Lassila AUS Austrália   |
| PyeongChang 2018 (detalhes)    | Hanna Huskova BLR Bielorrússia  | Zhang Xin CHN China            | Kong Fanyu CHN China          |
| Pequim 2022 (detalhes)         | Xu Mengtao CHN China            | Hanna Huskova BLR Bielorrússia | Megan Nick USA Estados Unidos |

### Ski cross
| Evento                      | Ouro                         | Prata                        | Bronze                      |
| --------------------------- | ---------------------------- | ---------------------------- | --------------------------- |
| Vancouver 2010 (detalhes)   | Ashleigh McIvor CAN Canadá   | Hedda Berntsen NOR Noruega   | Marion Josserand FRA França |
| Sóchi 2014 (detalhes)       | Marielle Thompson CAN Canadá | Kelsey Serwa CAN Canadá      | Anna Holmlund SWE Suécia    |
| PyeongChang 2018 (detalhes) | Kelsey Serwa CAN Canadá      | Brittany Phelan CAN Canadá   | Fanny Smith SUI Suíça       |
| Pequim 2022 (detalhes)      | Sandra Näslund SWE Suécia    | Marielle Thompson CAN Canadá | Daniela Maier GER Alemanha  |

### Halfpipe
| Evento                      | Ouro                             | Prata                     | Bronze                             |
| --------------------------- | -------------------------------- | ------------------------- | ---------------------------------- |
| Sóchi 2014 (detalhes)       | Maddie Bowman USA Estados Unidos | Marie Martinod FRA França | Ayana Onozuka JPN Japão            |
| PyeongChang 2018 (detalhes) | Cassie Sharpe CAN Canadá         | Marie Martinod FRA França | Brita Sigourney USA Estados Unidos |
| Pequim 2022 (detalhes)      | Gu Ailing CHN China              | Cassie Sharpe CAN Canadá  | Rachael Karker CAN Canadá          |

### Slopestyle
| Evento                      | Ouro                       | Prata                          | Bronze                        |
| --------------------------- | -------------------------- | ------------------------------ | ----------------------------- |
| Sóchi 2014 (detalhes)       | Dara Howell CAN Canadá     | Devin Logan USA Estados Unidos | Kim Lamarre CAN Canadá        |
| PyeongChang 2018 (detalhes) | Sarah Höfflin SUI Suíça    | Mathilde Gremaud SUI Suíça     | Isabel Atkin GBR Grã-Bretanha |
| Pequim 2022 (detalhes)      | Mathilde Gremaud SUI Suíça | Gu Ailing CHN China            | Kelly Sildaru EST Estônia     |

### Big air
| Evento                 | Ouro                | Prata                  | Bronze                     |
| ---------------------- | ------------------- | ---------------------- | -------------------------- |
| Pequim 2022 (detalhes) | Gu Ailing CHN China | Tess Ledeux FRA França | Mathilde Gremaud SUI Suíça |

## Misto

### Aerials por equipes
| Evento                 | Ouro                                                                     | Prata                                        | Bronze                                                |
| ---------------------- | ------------------------------------------------------------------------ | -------------------------------------------- | ----------------------------------------------------- |
| Pequim 2022 (detalhes) | Ashley Caldwell Christopher Lillis Justin Schoenefeld USA Estados Unidos | Xu Mengtao Jia Zongyang Qi Guangpu CHN China | Marion Thénault Miha Fontaine Lewis Irving CAN Canadá |